# Muriel Gerstner
Muriel Gerstner (* 9. Dezember 1962 in Basel) ist eine schweizerische Bühnenbildnerin und Kostümbildnerin.

## Leben
Nach einer Lehre als Theatermalerin am Stadttheater Bern studierte Gerstner Bühnenbild und Kostümbild bei Axel Manthey und Klaus Zehelein an der Hochschule für angewandte Künste Wien. Nach dem Studium war sie Assistentin von Axel Manthey am Staatstheater Stuttgart.
Gerstner arbeitete unter anderem am Theater Basel, an der Schaubühne Berlin, am Schauspielhaus Bochum, am Deutschen Schauspielhaus Hamburg, am Schauspielhaus Hannover,  am Deutschen Schauspielhaus Hamburg, an den Münchner Kammerspielen, am Staatstheater Stuttgart und am Schauspielhaus Zürich. Sie  arbeitete immer wieder mit dem Regisseur Sebastian Nübling und dem Musiker Lars Wittershagen.
Gerstner erhielt zahlreiche Auszeichnungen. 1997 und 2000 erhielt sie den Eidgenössischen Förderpreis für Design. 2002 wurde sie in der Kritikerumfrage der Zeitschrift Theater heute zur Nachwuchsbühnenbildnerin des Jahres gewählt. 2002 wurde sie in der Kritikerumfrage der Zeitschrift Theater heute zur Bühnenbildnerin des Jahres gewählt. 2007 wurde sie zusammen mit Sebastian Nübling und Lars Wittershagen mit dem 3sat-Innovationspreis ausgezeichnet. 2007 vertrat sie die Schweiz offiziell an der 11. Internationalen Quadriennale für Bühnenbild und Theaterarchitektur in Prag.

## Auszeichnungen
- 1997 Eidgenössischer Förderpreis für Design
- 2000 Eidgenössischer Förderpreis für Design
- 2002 Nachwuchsbühnenbildnerin des Jahres in der Kritikerumfrage der Zeitschrift Theater heute für John Gabriel Borkmann
- 2006 Bühnenbildnerin des Jahres in der Kritikerumfrage der Zeitschrift Theater heute für Dunkel lockende Welt
- 2007 3sat-Preis für Dido und Aeneas